# Microdonia occipitalis
Microdonia occipitalis är en skalbaggsart som beskrevs av Thomas Casey 1893. Microdonia occipitalis ingår i släktet Microdonia och familjen kortvingar. Inga underarter finns listade i Catalogue of Life.